# Cá lịch chấm tia
Cá lịch chấm tia, tên khoa học Gymnothorax fimbriatus, là một loài cá lịch trong họ Muraenidae, được tìm thấy trong các Ấn Độ Dương-Thái Bình Dương, xung quanh các rạn san hô, bến cảng và các hang động nhỏ, ở độ sâu đến 45 mét. Nó có màu xanh nhạt, màu vàng với những đốm đen trên khuôn mặt của nó và có thể đạt chiều dài tối đa 80 cm. Thức ăn chủ yếu là cá nhỏ.